# 농심 신라면배 세계바둑 최강전
농심 신라면배 세계바둑최강전은 한국, 일본, 중국 3국의 대표기사 5명이 겨루는 단체전 성격의 바둑 기전이다. 진로배 SBS 세계 바둑 최강전이 중단되고 나서 농심의 후원으로 동일한 방식으로 진행된다.
이 대회의 특징은 연승제이다. 이기는 선수는 다음 대국을 계속 둘 수 있으며, 지는 선수는 탈락한다. 또한 한국, 중국, 일본 여자 바둑 기사들만 참여하는 대회 황룡사 쌍등배도 이 대회와 같은 방식을 쓰고 있으며, 지지옥션배 여류 대 시니어 연승대항전도 이 대회에서 착안해서 나왔다. 최다 연승자는 7연승을 한 중화인민공화국의 판팅위 九단, 양딩신 九단이다.

## 대회 개요
- 주최/주관: 한국기원
- 후원: 농심
- 협력: 중국위기협회, 일본기원
- 우승 상금: 5억원(준우승, 3위상금은 없다.)
- 연승 상금: 3연승시 1천만원, 이후 1승마다 1천만원 추가
- 대국시간: 각자 1시간, 초읽기 1분 1회
- 덤: 6집반

## 역대 대회 결과
| 회수 | 연도        | 우승(국가)     | 준우승(국가)   | 3위(국가)  |
| ---- | ----------- | -------------- | -------------- | ---------- |
| 1    | 1999~2000년 | 대한민국 (6-4) | 중국 (4-5)     | 일본 (4-5) |
| 2    | 2000~2001년 | 대한민국 (7-4) | 일본 (4-5)     | 중국 (3-5) |
| 3    | 2001~2002년 | 대한민국 (6-4) | 중국 (7-5)     | 일본 (1-5) |
| 4    | 2002~2003년 | 대한민국 (6-4) | 중국 (6-5)     | 일본 (2-5) |
| 5    | 2003~2004년 | 대한민국 (5-4) | 일본 (6-5)     | 중국 (3-5) |
| 6    | 2004~2005년 | 대한민국 (6-4) | 중국 (4-5)     | 일본 (4-5) |
| 7    | 2005~2006년 | 일본 (6-4)     | 대한민국 (5-5) | 중국 (3-5) |
| 8    | 2006~2007년 | 대한민국 (6-4) | 중국 (6-5)     | 일본 (2-5) |
| 9    | 2007~2008년 | 중국 (7-3)     | 대한민국 (4-5) | 일본 (2-5) |
| 10   | 2008~2009년 | 대한민국 (7-3) | 중국 (5-5)     | 일본 (1-5) |
| 11   | 2009~2010년 | 대한민국 (6-4) | 중국 (6-5)     | 일본 (2-5) |
| 12   | 2010~2011년 | 대한민국 (7-3) | 중국 (4-5)     | 일본 (2-5) |
| 13   | 2011~2012년 | 중국 (8-4)     | 대한민국 (6-5) | 일본 (0-5) |
| 14   | 2012~2013년 | 대한민국 (6-4) | 중국 (7-5)     | 일본 (1-5) |
| 15   | 2013~2014년 | 중국 (8-4)     | 대한민국 (5-5) | 일본 (1-5) |
| 16   | 2014~2015년 | 중국 (6-3)     | 대한민국 (4-5) | 일본 (3-5) |
| 17   | 2015~2016년 | 중국 (5-4)     | 대한민국 (5-5) | 일본 (4-5) |
| 18   | 2016~2017년 | 중국 (8-1)     | 대한민국 (2-5) | 일본 (1-5) |
| 19   | 2017~2018년 | 대한민국 (8-3) | 중국 (5-5)     | 일본 (0-5) |
| 20   | 2018~2019년 | 중국 (8-1)     | 대한민국 (2-5) | 일본 (1-5) |
| 21   | 2019~2020년 | 중국 (8-4)     | 대한민국 (5-5) | 일본 (1-5) |
| 22   | 2020~2021년 | 대한민국 (7-3) | 중국 (4-5)     | 일본 (2-5) |
| 23   | 2021~2022년 | 대한민국 (6-4) | 일본 (5-5)     | 중국 (3-5) |
| 24   | 2022~2023년 | 대한민국 (7-4) | 중국 (6-5)     | 일본 (1-5) |
| 25   | 2023~2024년 | 대한민국 (6-4) | 중국 (7-5)     | 일본 (1-5) |
| 26   | 2024~2025년 | 대한민국 (7-4) | 중국 (6-5)     | 일본 (1-5) |

## 같이 보기
- 중일 슈퍼 대항전
- 진로배 SBS 세계 바둑 최강전